# Flughafen Rangiroa

i7
i11
i13
Der Flughafen Rangiroa (IATA-Code: RGI, ICAO-Code: NTTG) ist ein Verkehrsflughafen in Rangiroa, Französisch-Polynesien. Der Flughafen liegt 5,5 Kilometer südöstlich von Avatoru und wurde 1965 gebaut.